# Guy Bélanger (album)
Pour les articles homonymes, voir Guy Bélanger.
 (août 2016).
Si vous disposez d'ouvrages ou d'articles de référence ou si vous connaissez des sites web de qualité traitant du thème abordé ici, merci de compléter l'article en donnant les références utiles à sa vérifiabilité et en les liant à la section « Notes et références ».
Albums de Guy Bélanger
Crossroads
(2010)
Guy Bélanger est le premier album de l'harmoniciste québécois Guy Bélanger paru en 2008. On y retrouve Bob Walsh, Stephen Barry, Jimmy James ainsi que Kim Richardson.

## Liste des chansons
| No  | Titre                                         | Durée |
| --- | --------------------------------------------- | ----- |
| 1.  | Danny Boy                                     | 1:49  |
| 2.  | Jackie O'                                     | 3:02  |
| 3.  | My Baby Don't Tolerate (avec Bob Walsh)       | 5:25  |
| 4.  | Retour à Berlin                               | 4:09  |
| 5.  | Lonely Night In Georgia (avec Kim Richardson) | 6:35  |
| 6.  | For You                                       | 3:16  |
| 7.  | Strasbourg 4am                                | 1:39  |
| 8.  | Before You Accuse Me                          | 3:42  |
| 9.  | Do It Together                                | 4:29  |
| 10. | Between Friends                               | 2:52  |
| 11. | Mother She Knows                              | 3:55  |
| 12. | Snow Falling Grey Day                         | 6:38  |
| 13. | Tip of the Hat                                | 2:23  |
| 14. | The Last Song                                 | 3:33  |

## Crédits
- Guy Bélanger - Harmonicas, piano, voix, photos
- Gilles Sioui - Guitare acoustique, voix (piste 11)
- Claude Fradette - Dobro, guitares électriques et acoustique
- Rob MacDonald - Dobro, guitares électriques, acoustique et guitare slide
- Jimmy James - guitares électriques
- Jean Cyr - Basse et contrebasse
- Stephen Barry - Basse et contrebasse
- Gordon Adamson - Batterie
- Bernard Deslauriers - Batterie
- Bob Stagg - Hammond B-3
- Jean-Fernand Girard - Piano
- Julie Trudeau - Violoncelle
- Bob Walsh - Voix (piste 3) et chœurs
- Kim Richardson - Voix (piste 5)
- Carolle Pépin - chœurs